# Řád cti (Arménie)
Řád cti (arménsky: Պատվո շքանշան) je státní vyznamenání Arménské republiky založené roku 2000. Hlavou řádu je úřadující prezident Arménie.

## Historie a pravidla udílení
Řád byl založen zákonem č. 3P-76 ze dne 27. července 2000. Udílen je za zásluhy o ochranu veřejných a národních zájmů Arménie, za zvláštní zásluhy při zachovávání demokracie a nezávislosti, při rozvíjení, navazování a posilování přátelství Arménie s dalšími zeměmi a také za významný přínos k posílení míru mezi národy. Byl udílen výhradně cizím státním příslušníkům například zahraničním hlavám států a předsedům vlád, diplomatům, zahraničním politikům, předním osobnostem z hospodářské, kulturní či filantropické oblasti, zástupcům mezinárodních organizací. V roce 2010 byl změněn status řádu a od té doby může být udělen i občanům Arménie.
Řád může být udělen z osobního rozhodnutí prezidenta Arménie nebo na základě nominace, kterou je oprávněn podat pouze předseda vlády Arménie.

## Insignie
Do roku 2014 byl řádový odznak o průměru 70 mm vyroben ze zlaceného stříbra. Stuha byla vyrobena z hedvábí o šířce 40 až 45 mm.
Od roku 2014 má řádový odznak v průměru 97 mm a je vyroben ze slitiny stříbra. Má tvar pěticípé hvězdy s cípy ve tvaru maltézského kříže s hroty zakončenými kuličkami. Mezi rameny jsou okvětní lístky o různé délce. Uprostřed je zlatě lemovaný bíle smaltovaný medailon se zlatým vyobrazením Araratu na němž je stylizovaný zlatý orel. Pod reliéfem je zlatý nápis v arménském písmu Arménie. Na zadní straně je sériové číslo. Stuha je světle modrá o šířce 40 mm.
Odznak se nosí na stuze kolem krku.